# Amadeu Cuscó i Panadès
Amadeu Cuscó i Panadès  (* 17. Februar 1876 in Esparreguera; † 13. Januar 1942 in Barcelona) war ein katalanischer Pianist, Organist, Kapellmeister und Komponist. Als Schüler von Joan Baptista Pellicer zählt Cuscó zu den klassischen Vertretern der Katalanischen Pianistenschule.

## Leben und Werk
Amadeu Cuscó trat kurz vor Erreichen des 9. Lebensjahres in die Escolania de Montserrat ein, wo er ausgebildet wurde. In Montserrat war er Organist des bekannten Mönches Manuel Maria Guzmán. 1891 ging er nach Barcelona und studierte bei Joan Baptista Pellicer Klavier sowie bei Enric Morera und Amadeu Vives Komposition. Später ersetzte er den Organisten Robert Goberna der Barceloneser Pfarrei Concepción. 1901 ging er als Organist und Kapellmeister nach Sitges und widmete sich parallel zu seiner Tätigkeit als Tonkünstler der Komposition.
Aus seinem kompositorischen Werk ragen die vier Streichquartette heraus, von denen eines, das Quartett in d-Moll, von der Generalitat de Catalunya und durch die Institució Patxot ausgezeichnet wurde. Aus seinen Orchesterwerken sind das Poema psíquico von 1928 und die drei  symphonischen Präludien von 1930, von denen zwei vom Pau Casals Orchester uraufgeführt wurden, besonders zu erwähnen. Cuscó war auch der Komponist zweier Messen.
Cuscó starb am 13. Januar 1942 im Alter von knapp 66 Jahren in Barcelona. Im August desselben Jahres wurde er in der Aufführung seines bis dato unveröffentlichten Streichquartettes Mes Claror, das er seinem Schüler Joan F. Tort (1889–1967) gewidmet hatte, geehrt. Dieses Werk wurde im Palau Maricel in Sitges uraufgeführt. 1975 übergab die Familie von Amadeu Cuscó alle Partituren des Komponisten an die Dokumentationsstelle des Orfeó Català.

## Werke von Amadeu Cuscó
- Salve Monserratina für drei Stimmen und Harfe. Lemma A. G. A. D. / Premiada a Montserrat. Den Rompilgern von Montserrat gewidmet.
- Ave Maria. Für Tenorstimme mit Orgelbegleitung. Widmung “An meinen Freund Marian Mayral”
- Präludium für Orgel, publiziert in der französischen Zeitung La Lyre.
- Melodias fáciles (Einfache Melodien). Al reverend P. Luis Villalba. (Dem Referend P. Luis Villalba gewidmet.)
- Petit Melodie-Recitat per piano. (Kleine Melodie für Klavier) Seinem Freund J. Tort gewidmet, datiert auf den 26. September 1919 in Sitges.
- Suite en tres temps per quintet de corda (Suite in drei Takten für Streichquintett) – für Flöte, Klarinette, Piano, Harmonium und zusätzlichem Horn. Mit Widmung “Al millor dels meus amics, companys del bon temps en Joan Tort.” (Dem besten meiner Freunde, dem Begleiter in guten Zeiten Joan Tort)
- Preludi, amb marxa de processó (Präludium mit Prozessionsmarsch)
- Salve für drei Stimmen. Mit Widmung an P. Ramir Escofet. (I. Salve fàcil a tres veus; II. Andante; III. Et Jesum Beneditum; IV. Opia; V. Virolay; VI. Copla a duo). Barcelona, datiert auf den 21. September 1909.
- El Rey Lear. (König Lear). Text von Apel·les Mestres, Musik von Amadeo Cuscó. Für Tenor I, Tenor II, Bariton und Bässe.
- Minuet
- Entrada per Orgue (Entrada für Orgel)
- Sevillanas (“Sevilla, Amorosa”; “Castilla la Vieja, Tum turum tum tum”; “Catalunya, El poder del Cant”; “Anhelando llegue el momento de ver a María”)
- Pequeñas impresiones Sinfonicas. (Kleine sinfonische Impressionen) In einer H-Dur Harmonie.
- Melodies pequeñas y faciles. Per a orgue. (Kleine und leichte Melodien für Orgel.)
- Curs pràctic d'Harmonia. Tractat Richter (Praxiskurs Harmonie nach Richter) dirigit pel mestre Cuscó. (Dirigiert von Amadeu Cuscó.)
- Curs pràctic d'Harmonia. Tractat d'en Morera (Praxiskurs Harmonie nach Morera) dirigit pel mestre Cuscó. (Dirigiert von Amadeu Cuscó.)[3]